# Rotschwanz-Tropikvogel

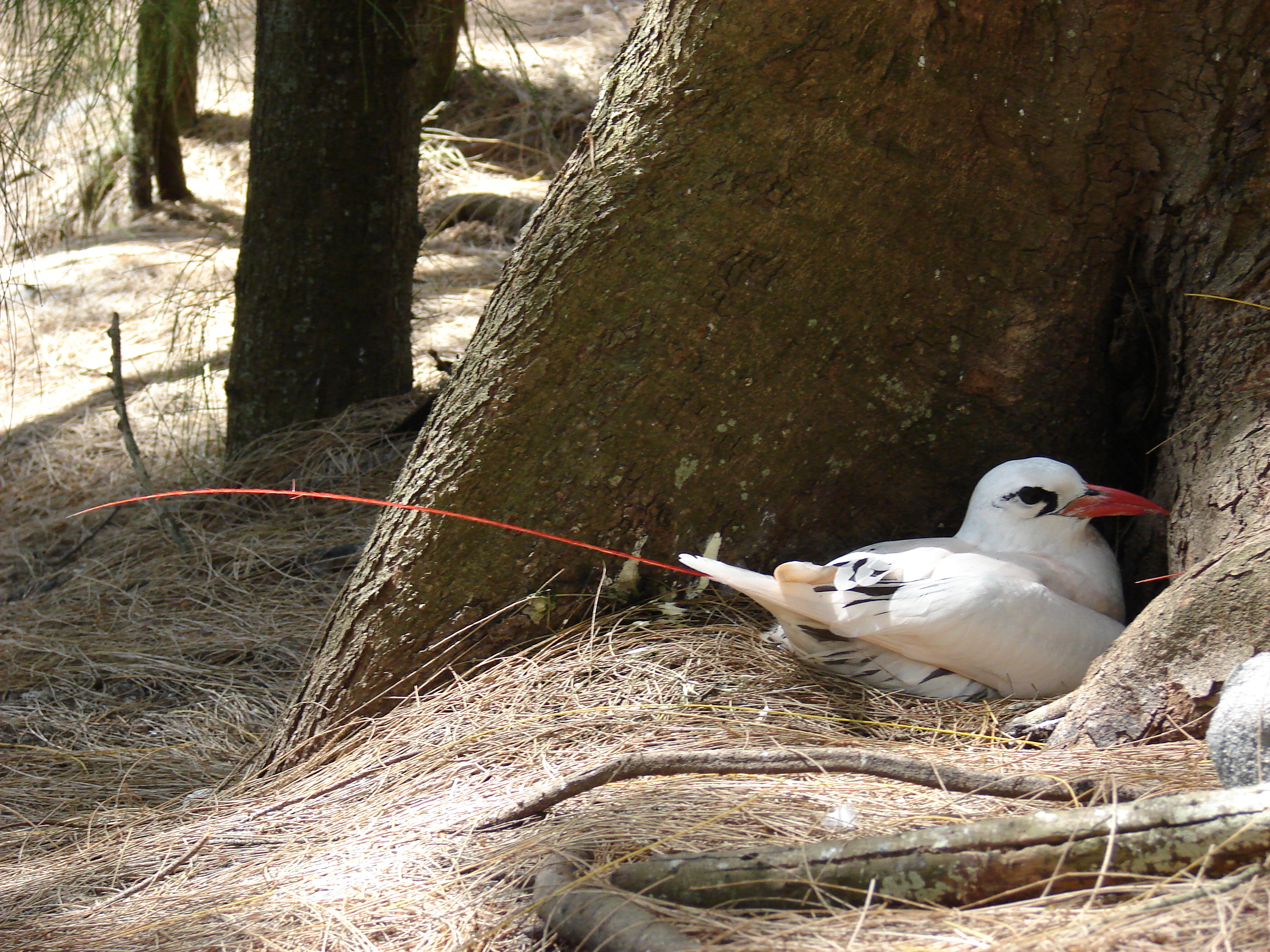
Rotschwanz-Tropikvogel

Rotschwanz-Tropikvogel

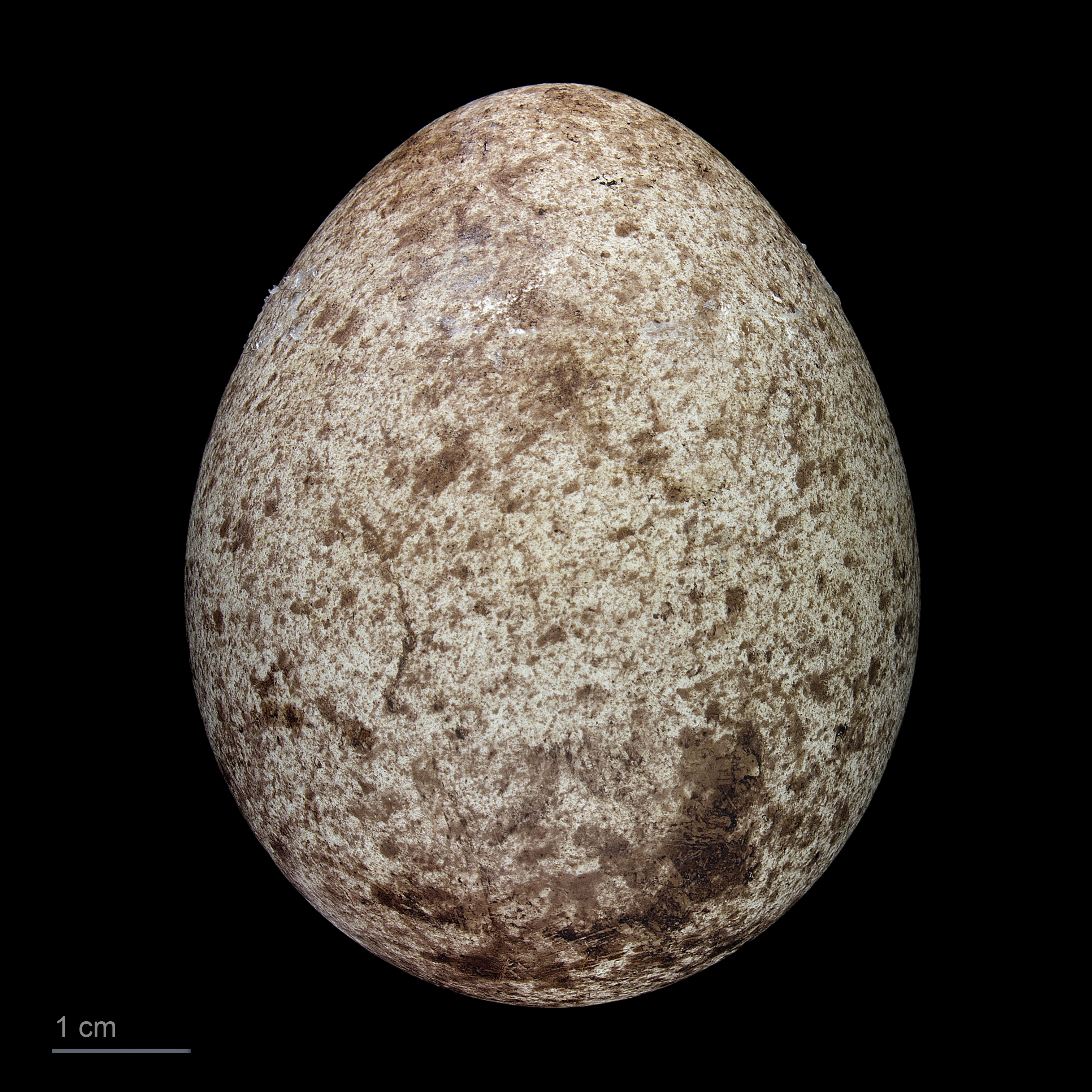
Phaethon rubricauda

Der Rotschwanz-Tropikvogel (Phaethon rubricauda) ist eine Vogelart aus der Ordnung Phaethontiformes und lebt über dem subtropischen und tropischen Indopazifik. Im Unterschied zu den beiden anderen Tropikvogelarten fehlt er über dem Atlantik.
Die IUCN stuft den Rotschwanz-Tropikvogel als nicht gefährdet (least concern) ein.

## Erscheinungsbild
Rotschwanz-Tropikvögel erreichen eine Körperlänge von 95 bis 104 Zentimeter, dabei entfallen etwa 35 Zentimeter auf die verlängerten Schwanzfedern.
Die Flügelspannweite beträgt 111 bis 119 Zentimeter. Das Gewicht beträgt durchschnittlich 800 Gramm.
Sie sind weiß, bei frisch vermauserten Vögeln hat das Gefieder einen rosafarbenen Schimmer. Die Schäfte der Handschwingen und der Schwanzfedern sind schwarz. Über dem Auge befindet sich ein halbmondförmiger schwarzer Fleck. Der Schwanz hat 16 Steuerfedern, die beiden mittleren sind lang ausgezogen und blutrot. Sie sind schmaler als bei den anderen Tropikvogelarten. Trotz ihrer scheinbaren Auffälligkeit sind diese verlängerten Steuerfedern bei Feldbeobachtungen häufig nur schwer auszumachen. Die Beine sind blassblau, die Füße schwarz. Der Schnabel ist rot.
Juvenile Tiere tragen auf der Oberseite ein Muster von schwarzen Querstreifen. Ihnen fehlen noch die beiden langen Schwanzfedern und der Schnabel ist schwarz, mit zunehmendem Alter sich gelb oder orange verfärbend. Das Alterskleid weisen sie im Alter von zwei bis drei Jahren auf.
Der Rotschwanztropikvogel kann mit mehreren Vogelarten verwechselt werden, die nicht zur Familie der Tropikvögel zählen. Die Silberkopfmöwe weist kürzere Flügel auf und hat einen schlankeren Körperbau. Körperproportionen und Flugbild erinnern an die Raubseeschwalbe, der Körperbau des Rotschwanztropikvogels ist aber insgesamt kräftiger und Rotschwanztropikvögel weisen anders als diese kein Grau auf der Körperoberseite auf.

## Typische Verhaltensweisen
Der Rotschwanz-Tropikvogel fliegt typischerweise hoch oberhalb der Wasseroberfläche. Für sein Flugbild charakteristisch sind sehr regelmäßig, fast mechanisch wirkende Flügelschläge, dazwischen legt er immer wieder Gleitphasen ein, bei denen er weder Höhe gewinnt noch verliert. Er gehört zu den Stoßtauchern, die sich auf die Wasseroberfläche aus der Flugphase heraus herabstürzen, um Nahrung zu fangen. Auf dem Wasser schwimmend ragt der Schwanz hoch auf. Meist ist der Rotschwanz-Tropikvogel über dem Meer nur einzeln zu beobachten, in den Brutkolonien sind sie in losen Trupps vergesellschaftet. Die Beine setzen sehr weit hinten am Körper an und die Füße sind zu schwach ausgebildet, als dass sie das Körpergewicht tragen könnten. Sie kriechen, indem sie sich auf die Brust abstützen und drücken sich mit den Flügeln unter Zuhilfenahme des Schnabels nach vorne, bis sie eine Stelle gefunden haben, von der sie wieder abheben können.

## Verbreitungsgebiet
Das Verbreitungsgebiet des Rotschwanz-Tropikvogels ist der tropische Indische und Pazifische Ozean. Sie kommen hier in etwa zwischen 40° S und 40° N vor. Vereinzelt werden Irrgäste auch weit im Inland beobachtet. Außerhalb der Brutzeit sind Rotschwanz-Tropikvögel generell nur über der Hochsee zu beobachten.
Rotschwanz-Tropikvögel brüten auf Mauritius, Madagaskar, den Seychellen, auf Inseln vor Westaustralien und Queensland, Neukaledonien,  Ogasawara-guntō, den Kermadec- und den Gesellschaftsinseln und auf Hawaii.

## Nahrung und Nahrungserwerb
Rotschwanz-Tropikvögel fressen überwiegend Fische und Kopffüßer. Ihre Nahrung fangen sie stoßtauchend. Sie stürzen sich dabei senkrecht aus einer Höhe von sechs bis 50 Meter in das Wasser. Die große Höhe kompensiert dabei, dass der Körperbau der Rotschwanz-Tropikvögel wenig stromlinienförmig ist. Vereinzelt fangen sie auch Fliegende Fische während derer Flugphase. Die Nahrung wird gelegentlich noch unter Wasser geschluckt, ansonsten während der Vogel auf dem Wasser schwimmt. Sie fliegen nahezu nie auf, wenn sie noch Beutetiere im Schnabel halten. 
Der im Verhältnis zur Körpergröße große Schnabel, den sie zudem weit öffnen können, ermöglicht dieser Art, verhältnismäßig große Fische zu fangen. Gewöhnlich gehen Rotschwanz-Tropikvögel allein auf Nahrungssuche, sie sind jedoch gelegentlich mit anderen Tropikvögeln oder Seevögeln vergesellschaftet.

## Fortpflanzung
Rotschwanz-Tropikvögel sind monogame Vögel. Auf der Weihnachtsinsel und dem Kure-Atoll besteht die Paarbeziehung über mehrere Fortpflanzungsperioden fort. Sie brüten entweder einzeln oder in lockeren Kolonien. Die Nistdichte hängt möglicherweise mehr von geeigneten Brutstandorten ab und beträgt zwischen einem oder zwei Meter oder bis zu 70 Meter. Auf einigen Inseln finden sich nur ein oder zwei Nester von Rotschwanz-Tropikvögeln. Es ist bislang nicht untersucht, in welchem Alter sie die Paarbindung eingehen. Es gibt aber von Beobachtungen auf dem Kure-Atoll einige Indizien, dass sich die Paare ein Jahr vor der ersten Brut bilden. Ein Nest wird nicht gebaut, das einzige Ei, aus dem das Gelege wie bei allen Tropikvögeln besteht, wird in einer flachen Mulde abgelegt. Niststandorte sind Höhlen, Spalten und Felsbänder an Klippen, gelegentlich findet sich der Niststandort auch bis zu vierzig Meter vom Klippenrand entfernt. Das Ei ist matt hellbraun und von ovaler Form. Geht das Ei oder das Küken verloren, kommt es innerhalb von einem bis zwei Monaten zu einem Nachgelege.
Beide Elternvögel brüten und versorgen den Jungvogel. Bei der Brut lösen sie sich auf dem Kure-Atoll durchschnittlich alle acht Tage ab, auf der Weihnachtsinsel dagegen alle sechs Tage. Die Brutzeit beträgt 41 bis 48 Tage. Das Küken ist beim Schlupf bereits mit grauen oder weißen Daunen bedeckt, die eine Länge von einem bis anderthalb Zentimeter haben. Sie zunächst blind, die Augen öffnen sich am zweiten oder dritten Lebenstag.  Während der ersten Lebenswoche wird das Küken von einem Elternvogel gehudert, danach sitzen sie entweder unter einem Flügel des Elternvogels oder der Elternvogel sitzt neben der Nistmulde. In der ersten Lebenswoche öffnen die Küken ihren Schnabel nur, wenn sie berührt werden. Die Elternvögel lösen ein Öffnen des Schnabels bei ihm aus, indem sie es an der Schnabelbasis berühren. Nach einer Woche beginnen die Küken jedoch, alle Vögel anzubetteln, die sich in der Nähe der Nistmulde auffinden. Sie bringen gewöhnlich ein bis zwei Mal am Tag Nahrung herbei. Mit zunehmendem Lebensalter des Nestlings halten sich die Elternvögel zunehmend weniger in der Nähe des Nestlings auf. Vermutlich endet die Anwesenheit der Elternvögel etwa, wenn der Jungvogel ein Lebensalter von sechs Wochen erreicht hat.

## Reproduktionsrate und Mortalitätsursachen
Die Reproduktionsrate von Rotschwanz-Tropikvögeln ist nicht hoch: Maximal aus 46 bis 50 Prozent der Gelege wächst ein Jungvogel bis zum Zeitpunkt des Ausfliegens heran, auf dem Kure-Atoll waren es in zwei Fortpflanzungsperioden nur 38 beziehungsweise 17 Jungvögel je 100 Eier, die flügge wurden. Auf der Weihnachtsinsel werden während der El Niño-Southern Oscillation keine Jungvögel groß. Dies ist vermutlich darauf zurückzuführen, dass die Oberflächentemperatur der Nahrungsgründe dann ansteigt und Fische ausbleiben, die die Nahrungsgrundlage der Rotschwanz-Tropikvögel sind. Heftige Regenfälle, die in dieser Zeit gleichfalls auftreten, tragen ebenfalls zu dem ausbleibenden Bruterfolg bei.
Zu den Prädatoren des Rotschwanz-Tropikvogels zählen Weißbauch-Seeadler und Fischadler, die brütende Adulte und ältere Nestlinge schlagen. Die Silberkopfmöwe und Raben fressen Eier und Küken. Das Sammeln von Eiern oder Jagen von Vögeln durch den Menschen gilt aber als die bedeutsamere Todesursache. Auf der Norfolkinsel stellen verwilderte Hauskatzen eine Bedrohung für diese Art dar, auf der Weihnachtsinsel sind es neben Hauskatzen auch Hunde, die Vögel dieser Art töten. Auf Aldabra fallen vermutlich Rotschwanz-Tropikvögel auch dem Palmendieb zum Opfer. Hitzestress ist eine der wesentlichen weiteren Todesursachen.

## Belege

### Einzelbelege
1. ↑   Higgins, S. 935
2. ↑   Higgins, S: 936
3. ↑   Higgins, S. 936
4. ↑   Higgins, S. 936
5. ↑   Higgins, S. 937 und S. 938
6. ↑   Higgins, S. 938
7. ↑   Higgins, S. 939
8. ↑   Higgins, S. 939
9. ↑   Higgins, S. 941
10. ↑   Higgins, S. 942
11. ↑   Higgins, S. 942
12. ↑   Higgins, S. 942